# Colline (roman)
Pour les articles homonymes, voir Colline (homonymie).
Colline est un court roman de Jean Giono publié pour la première fois en 1929 aux Éditions Grasset.
Il s'agit du premier roman publié par l'auteur, son premier, Naissance de l'Odyssée, ayant été refusé par Grasset. Les deux romans suivants, Un de Baumugnes, en 1929 également, et Regain en 1930, complètent la « Trilogie de Pan ». Ces deux derniers ont été adaptés au cinéma par Marcel Pagnol (films Angèle en 1934 et Regain en 1937).

## Résumé
Aux Bastides Blanches, un hameau isolé situé sur la montagne de Lure, vivent treize personnes, rassemblées dans les quatre maisons situées autour de la fontaine du village.
Le roman débute sur la venue d'un sanglier, qu'on essaie de tuer mais qui parvient à s'échapper.
L'aîné du village, Janet, mourant et alité, commence à parler de manière peu compréhensible. Ses propos évoquent une nature puissante, sauvage et vengeresse, les hommes devant expier les crimes commis contre la Terre. Il fait peur aux habitants. Ce délire est-il dû au sevrage de l'alcool, préconisé par le médecin ?
Des évènements mystérieux surviennent : une aura maléfique semble émaner d'un champ, la fontaine se tarit, une petite fille tombe malade. Puis c'est l'incendie, qui manque de peu de brûler le hameau.
Pour les habitants, c'est sûr, Janet est la tête malfaisante qui parle à la nature et qui est responsable des dérèglements qui se sont abattus sur le village. Ils décident de tuer le vieux pour se délivrer de ses malédictions. Avant qu'ils n'agissent, Janet meurt naturellement.
Le roman se finit avec une nouvelle venue du sanglier. Cette fois-ci, on parvient à l'abattre à coup de chevrotines, en contrepoint à la mort de Janet.

## Analyse
Giono, avec ce premier roman, invente une forme d'écriture nouvelle en mêlant le langage des hommes de la campagne et le monologue intérieur, courant de conscience. Ce style d'écriture se retrouvera dans les deux livres qui compléteront la Trilogie de Pan : Un de Baumugnes et Regain.
Ce genre se teinte de ce que l’on appelle le réalisme merveilleux : des faits réalistes entremêlés de l’interprétation irrationnelle des personnages, le surnaturel.

## Thèmes

### Nature animée
Les forces souterraines de la nature évoquent le dieu Pan. Au fur et à mesure de la progression du récit, les personnages prennent petit à petit conscience de l’importance de cette vie souterraine : une atmosphère pesante et à la limite du surnaturel s’installe alors parmi les habitants du village.

### Homme naturel
Cela se traduit par la présence de Janet, le doyen du village, alité et souffrant. Toutes les descriptions de Janet font appel à la nature : « Janet est de bois mort » ; « Janet halète : une petite haleine d’oiseau. ». Le personnage de Gagou est aussi intéressant : mi-créature, mi-homme, il participe au réalisme merveilleux qu'entretient l'auteur.

### Eau
Dans le roman, tout est liquide, tout a la consistance de l’eau. De nombreuses métaphores ponctuent le roman, ainsi que des oxymores. L’opposition et, en même temps, l’union de l’eau et du feu constituent un point majeur du roman.

### Mythologie
Colline comporte beaucoup de similitudes avec les récits mythologiques, qui furent d’une grande influence sur la vie

### Flux de conscience
Un des thèmes phares de la littérature moderniste que Giono développe peu à peu dans Colline : l'emploi du flux de conscience, ou flux de pensée. En effet, à plusieurs reprises dans le roman, le lecteur est immergé dans la pensée du personnage, sans aucune intervention du narrateur. Cela lui permet de suivre la progression de pensée du personnage et de mieux s'approprier l'intrigue ainsi que la psychologie de ce dernier.[réf. nécessaire]

## Principales éditions
- Colline, Paris, Bernard Grasset, 26 juin 1929, (collection « Les Cahiers verts »), 201 p. (édition originale) ; réédition en 1960 dans la collection Le Livre de poche ; en 1961 dans la « Collection Pourpre » ; en 1993 dans la collection « Les Cahiers rouges ».
- Colline, lithographies d'Amédée de La Patellière, Paris, les Exemplaires, 1930, XIII-174 p.,
- Colline, Paris, J. Ferenczi et fils, 1932 (collection « Le Beau livre »), 249 p.
- Colline, illustrations de Georges Tcherkessof, Paris, Éditions du Livre moderne, 1941 (collection « Le Livre moderne illustré »), 160 p.
- Colline, illustré de 16 eaux fortes par André Jacquemin, Paris, H. Lefèbvre, 1946 (collection « La Renaissance »), 181 p.
- Colline, illustrations gravées par André Collot, Paris, la Belle édition, 1956, 149 p.
- Colline, Paris, Gallimard, 1967 (collection « Soleil »), 187 p.
- Colline, lithographies originales de Robert Savary, Paris, Les Pharmaciens bibliophiles, 1977, 134 p.
- Colline. Édition critique et édition diplomatique du manuscrit ms A 9811, éd. par Michel Gramain, Paris, H. Champion, 2006 (collection « Textes de littérature moderne et contemporaine », 532 p.